# Idaea debiliata
Idaea debiliata är en fjärilsart som beskrevs av Sterneck 1934. Idaea debiliata ingår i släktet Idaea och familjen mätare. Inga underarter finns listade i Catalogue of Life.